# Idioma zambal
El zambal (Sambal) es un idioma que pertenece a la familia zambal, que a su vez es miembro de la macrofamilia austronesia. Es hablado en las provincias de Palawan, Pangasinán y Zambales en Filipinas.